# Renata Kretówna
Renata Kretówna-Strobel (ur. 25 listopada 1948 w Suwałkach) – polska aktorka teatralna i telewizyjna.

## Życiorys
W 1974 ukończyła studia na PWST w Krakowie. Debiutowała 3 października 1974. W latach 1974–1975 występowała w Teatrze im. Słowackiego w Krakowie, w latach 1975–1984 w krakowskim Starym Teatrze im. Heleny Modrzejewskiej. W latach 1984–1987 aktorka Teatru Syrena w Warszawie.

## Role

### Film
- 1971: Dekameron 40 czyli cudowne przytrafienie pewnego nieboszczyka, film fabularny – telewizyjny
- 1973: Zasieki, film fabularny
- 1976: Ocalić miasto, film fabularny (Renia, łączniczka AK)
- 1977: Zakręt, film fabularny (pielęgniarka)
- 1977: Wodzirej, film fabularny (piosenkarka)
- 1978: Zielona ziemia, film fabularny – telewizyjny (Jadwiga Piecuchowa)
- 1980: Z biegiem lat, z biegiem dni..., serial fabularny (Hanka, służąca Dulskich)
- 1980: W biały dzień, film fabularny (panna)
- 1981: Kto ty jesteś, cykl fabularny
- 1982: Blisko, coraz bliżej, serial fabularny (Liselotte, dziewczyna na oficerskiej zabawie)
- 1984: Zdaniem obrony, film fabularny – telewizyjny (Krysia, sekretarka w zespole adwokackim)
- 1984: Przemytnicy, film fabularny (Esterka)
- 1985: Zdaniem obrony, film fabularny – telewizyjny (Krysia, partnerka Sokora)
- 1985: Sceny dziecięce z życia prowincji, film fabularny (Jagoda, sekretarka burmistrza R.)
- 1986: Nad Niemnem, serial fabularny (Marynia Kirłowa)
- 1987: Nad Niemnem, film fabularny (Marynia Kirłowa)
- 1986: Epizod Berlin – west, film fabularny (Hanka, pomocnica Nyżyńskiego)
- 1987: Śmieciarz, serial fabularny (prostytutka)
- 1997–2016: Klan, serial fabularny (Małgorzata Kosiorek, matka Sławomira, narzeczonego Kingi Kuczyńskiej)
- 2000: Przeprowadzki, serial fabularny (pani Silber, chora w szpitalu)
- 2002: Psie serce, cykl fabularny (Zosia, koleżanka Ireny)
- 2002: M jak miłość, serial fabularny (Wanda Kowalikowa, sąsiadka Zduńskich)
- 2002: Break point, film fabularny
- 2003: Plebania, serial fabularny (pani Jadzia, kierowniczka Domu Spokojnej Starości w Starej Wiośnie)
- 2003–2016: Na Wspólnej, serial fabularny (Zofia Kowalska)
- 2004: M jak miłość, serial fabularny (Wanda Kowalikowa, sąsiadka Zduńskich)
- 2005: Tak miało być, serial fabularny (dyrektorka Ewy)
- 2005: Parę osób, mały czas, film fabularny (doktor Słodkowska)
- 2005: Na dobre i na złe, serial fabularny (Barbara Krawczyk, żona Henryka)
- 2005: M jak miłość, serial fabularny (Zofia Kowalikowa, sąsiadka Zduńskich)
- 2005: Boża podszewka. część druga, serial fabularny
- 2006: Kryminalni. misja śląska, film fabularny – telewizyjny (Marianna Budny, matka „Grabarza”)
- 2006: Kryminalni, serial fabularny (Marianna Budny, matka „Grabarza”)
- 2006: Egzamin z życia, serial fabularny (kobieta w poczekalni)
- 2007: Zmartwychwstanie, widowisko telewizyjne (Prezesowa)
- 2007: M jak miłość, serial fabularny (Zofia Kowalikowa, sąsiadka Marii)
- 2009: Przeznaczenie, serial fabularny (księgowa Magdalena)
- 2009: Niania, serial fabularny (członkini chóru)
- 2011: Rezydencja, serial fabularny (klientka atelier)
- 2011: Linia życia, serial fabularny (pani Migdalska)
- 2012: Ojciec Mateusz, serial fabularny (Krystyna Dolniak, była teściowa Krygierowej)
- 2012: Lekarze, serial fabularny (Olga Serafin)
- 2014: Na dobre i na złe, serial fabularny (pani Kwasek)
- 2016: Zaburzenie, etiuda szkolna (matka)

### Teatr
- 1975: Młyn, spektakl telewizyjny (Laura)
- 1976: Wszyscy mówią prawdę, spektakl telewizyjny (Cordier)
- 1976: Spotkanie, spektakl telewizyjny (Lala)
- 1977: Wysoka stawka, spektakl telewizyjny
- 1977: Wesele u drobnomieszczan, spektakl telewizyjny (Panna Młoda)
- 1977: Legenda o Putyfarze, spektakl telewizyjny
- 1987: Sylwia, spektakl telewizyjny (Sylwia)